# National Film Award/Bester Film über Sozialthemen
Die Gewinner des National Film Award der Kategorie Bester Film über Sozialthemen (Best Film on Social Issues such as Prohibition, Women and Child Welfare, Anti-Dowry, Drug Abuse, Welfare of the Handicapped etc.) waren:
| Jahr | Film                               | Sprache              | Regisseur                          | Produzent           |
| ---- | ---------------------------------- | -------------------- | ---------------------------------- | ------------------- |
| 1985 | Accident                           | Kannada              | Shankar Nag                        |                     |
| 1986 | Doore Doore Koodu Kottam           | Malayalam            | Sibi Malayil                       |                     |
| 1987 | Vedham Pudhithu Ore Oru Gramathile | Tamilisch            | Bharathiraja Jyothi Pandian        |                     |
| 1988 | Main Zinda Hoon                    | Hindi                | Sudhir Mishra                      |                     |
| 1989 | Unnikuttant Jolikitty              | Malayalam            | V. R. Gopinath                     |                     |
| 1990 | Oru Veedu Iru Vaasal               | Tamilisch            | K. Balachander                     |                     |
| 1991 | Yamanam                            | Malayalam            | Gopi                               |                     |
| 1992 | Neenga Nalla Irukkum               | Tamilisch            | Visu                               |                     |
| 1993 | Janani Narayam                     | Hindi Malayalam      | Sanat Das Gupta Sasi Shanker       |                     |
| 1994 | Parinayam Wheel Chair              | Malayalam Bengalisch | Hariharan Tapan Sinha              |                     |
| 1995 | Doghi                              | Marathi              | Sumitra Bhave und Sunil Sukthankar |                     |
| 1996 | Tamanna                            | Hindi                | Mahesh Bhatt                       | Pooja Bhatt         |
| 1997 | Dhanna                             | Hindi                | Deepak Roy                         |                     |
| 1998 | Chinthavishtayaya Shyamala         | Malayalam            | Sreenivasan                        |                     |
| 1999 | Kairee                             | Hindi                | Amol Palekar                       |                     |
| 2000 | Vetri Kodi Kattu Munnudi           | Tamilisch Kannada    | Cheran P. Sheshadri                |                     |
| 2001 | Chandni Bar                        | Hindi                | Madhur Bhandarkar                  |                     |
| 2002 | Swaraj                             | Hindi                | Anwar Jamal                        |                     |
| 2003 | Koi Mil Gaya                       | Hindi                | Rakesh Roshan                      |                     |
| 2004 | Perumazhakkalam                    | Malayalam            | Kamal                              |                     |
| 2005 | Iqbal                              | Hindi                | Nagesh Kukunoor                    | Subhash Ghai        |
| 2006 | Hope                               | Telugu               | K. Satyanarayana                   | P. Venkata Subbaiah |
| 2007 | Antardwandwa                       | Hindi                | Sushil Rajpal                      | Sushil Rajpal       |
| 2008 | Jogva                              | Marathi              | Rajeev Patil                       | IDream Production   |

Derzeit erhalten Produzent und Regisseur des Gewinnerfilms je einen Rajat Kamal und ein Preisgeld von 150.000 Rupien.